# Metropolitanato de Angamaly

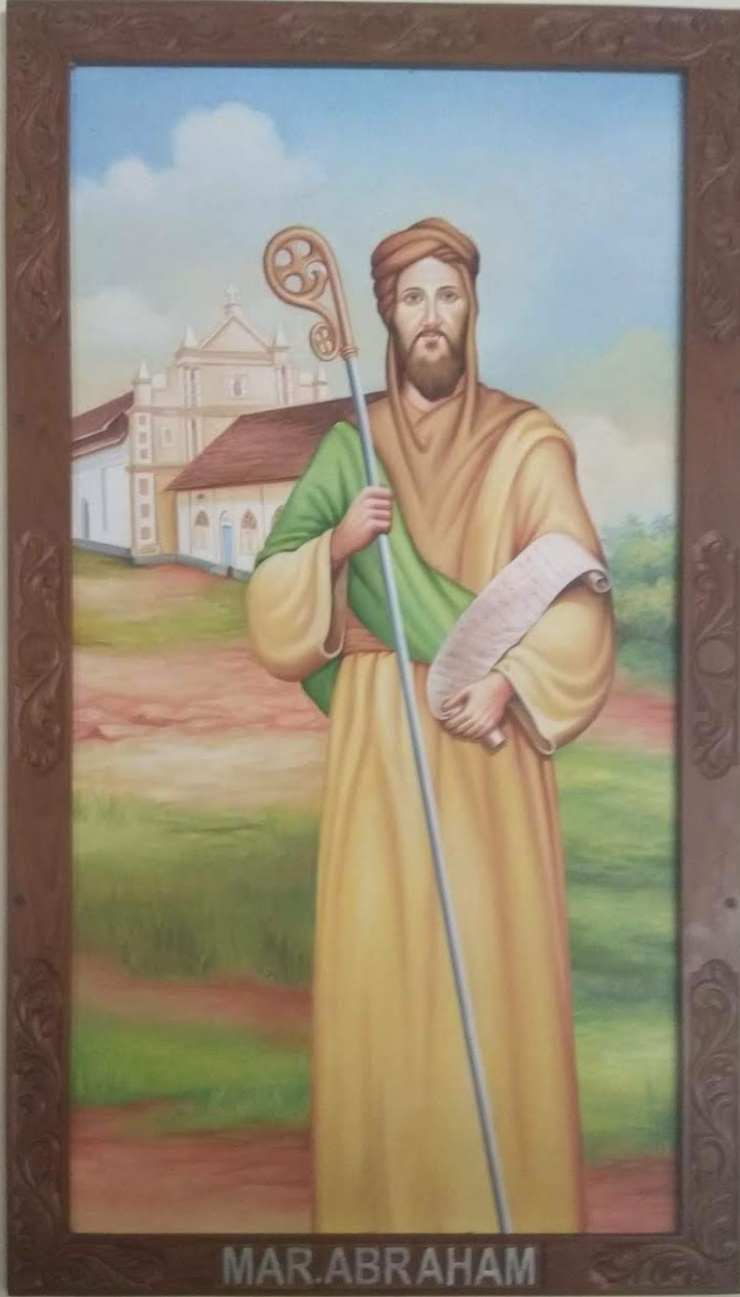
Abraham (1597), el último metropolitano de la arquidiócesis

El metropolitanato de Angamaly o de la India (en siríaco: Beth Hindaye) fue una provincia eclesiástica siríaca oriental de la Iglesia del Oriente, desde el siglo VII hasta el XVI. La región de Malabar (actual Kerala) de la India había sido durante mucho tiempo el hogar de una próspera comunidad cristiana oriental, conocida como los cristianos de Santo Tomás. La comunidad traza sus orígenes a la actividad evangélica de Tomás el Apóstol en el siglo I. Las comunidades cristianas de la India utilizaban el rito siríaco oriental, el rito litúrgico tradicional de la Iglesia del Oriente. También adoptaron algunos aspectos del diofisismo, de acuerdo con la teología de la Iglesia del Oriente. Inicialmente, pertenecían a la provincia metropolitana de Fars, pero se separaron de esa provincia en el siglo VII, y nuevamente en el VIII, y se les dio su propio obispo metropolitano.
Debido a la distancia entre la India y la sede del patriarca de la Iglesia del Oriente, la comunicación con el corazón de la Iglesia a menudo era irregular y la provincia frecuentemente no tenía obispo. Como tal, la Iglesia india era en gran medida autónoma en su funcionamiento, aunque siempre se respetó la autoridad del patriarca. 

## Antecedentes

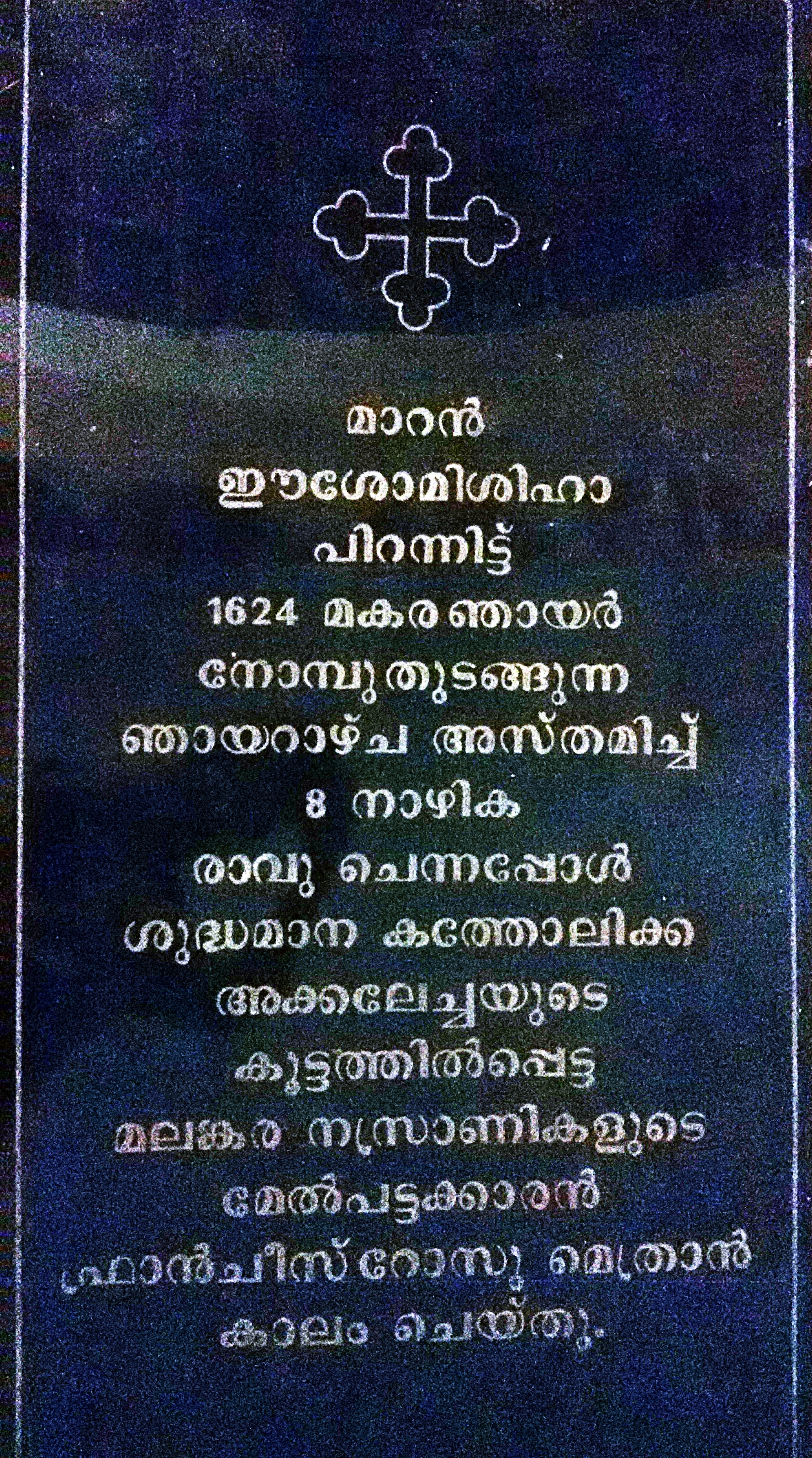
Tumba de Francis Roz, primer jesuita metropolitano de Cranganor, dentro de la iglesia Mar Thoma de los siro-malkabares, Kottakkavu

India, que contaba con una próspera comunidad siríaca oriental al menos desde el siglo III (los cristianos de Santo Tomás), inicialmente dependía de la provincia metropolitana siríaca oriental de Fars. Fue elevada a la categoría de provincia metropolitana de la Iglesia del Oriente en el siglo VII por el patriarca Ishoʿyahb III. Sin embargo, las comunicaciones entre Mesopotamia y la India no siempre fueron buenas y, en el siglo VIII, el patriarca Timoteo I volvió a separar la India de Fars y creó una provincia metropolitana separada para la India. Las comunicaciones se interrumpieron nuevamente en el período selyúcida, y una referencia del siglo XI afirma que la provincia metropolitana de la India había sido "suprimida" debido a dificultades de comunicación. A principios del siglo XIV la Iglesia india volvió a depender de la Iglesia del Oriente.

## Período sasánida
El obispo David de Maishan, que vivió c. 285, durante el reinado del obispo Papa de Seleucia-Ctesifonte (c. 280-315), dejó su sede para evangelizar la India.
El monje nestoriano Cosmas Indicopleustes, que visitó a los cristianos de la India a mediados del siglo VI, mencionó tres áreas distintas de asentamiento cristiano en la India: en el noroeste de la India, alrededor del puerto comercial de Calliana, cerca de Bombay, de donde procedecían latón, troncos de sisam y se exportaba tela; a lo largo de la costa de Malabar en el sur de la India 'en la tierra llamada Malé, donde crece la pimienta'; y en la isla de Ceilán (Sielediva). A finales del período sasánida, los cristianos de la India habían aceptado el liderazgo de la iglesia de Fars, que también reivindicó a santo Tomás como su fundador. Cosmas señaló que los cristianos de Calliana tenían un obispo designado de Fars, mientras que los cristianos de la costa de Malabar y Ceilán tenían sacerdotes y diáconos pero no obispos. La conexión con Fars se remonta al menos hasta finales del siglo V, cuando el metropolitano Maʿna de Rev Ardashir envió copias de sus traducciones siríacas de obras devocionales griegas a la India para uso del clero indio.

## Período omeya
El patriarca Ishoʿyahb III (649-659) elevó la India al estado de provincia metropolitana, probablemente debido a la supervisión insatisfactoria del metropolitano Shemʿon de Fars. Han sobrevivido varias cartas de Ishoʿyahb a Shemʿon, en una de las cuales Ishoʿyahb se quejaba de que Shemʿon se había negado a consagrar un obispo para 'Kalnah' (la 'Calliana' de Cosmas Indicopleustes), porque los cristianos indios lo habían ofendido de alguna manera.
Según el escritor del siglo XIV ʿAbdishoʿ de Nísibis, el patriarca Sliba-zkha (714-728) creó provincias metropolitanas para Herat, Samarcanda, India y China. Si ʿAbdishoʿ tiene razón, el estatus de India como provincia metropolitana debe haber caducado poco después de que Ishoʿyahb III la creara. Una posibilidad alternativa, y quizás más probable, es que Sliba-zkha consagró un metropolitano para la India, quizás en respuesta a un llamado de los cristianos indios, para ocupar el lugar del obispo enviado allí por Ishoʿyahb medio siglo antes.

## Período abasí
Después de varios siglos de dependencia intermitente de los metropolitanos de Fars de habla persa, que también se jactaban de ser descendientes del apóstol Tomás, los cristianos de Santo Tomás de la India volvieron a estar bajo la autoridad de los patriarcas de Seleucia-Ctesifonte hacia el final del siglo VIII. El patriarca Timoteo I, que estaba decidido a romper el poder de los obispos de Rev Ardashir, separó definitivamente la India de la provincia de Fars y la convirtió en una provincia metropolitana separada. También existe una tradición en la Iglesia india de que dos obispos 'sirios', Sapor y Peroz, fueron enviados a Quilón desde Mesopotamia en 823, el año de la muerte de Timoteo. Los acompañaba 'el hombre famoso Sabrishoʿ', quizás un metropolitano consagrado por Timoteo para la India. Esta tradición fue registrada por Mattai Veticutel con las siguientes palabras:

En el año 823 vinieron nuevamente los padres siríacos orientales, Mar Shapur y Mar Peroz, acompañados por el famoso hombre Sabrishoʿ. Llegaron al pueblo de Quilon, fueron al rey Shakirbirti y pidieron tierras. El rey les dio tanta tierra como deseaban. Entonces ellos también construyeron una iglesia y un pueblo en el país de Quilón. A partir de entonces, los obispos y metropolitanos siríacos orientales vinieron con más frecuencia por orden del catolicós, que solía enviarlos.

Unas décadas más tarde, según el escritor portugués del siglo XVI Diogo do Couto, la Iglesia de Malabar envió una delegación a Mesopotamia para pedir que se les enviaran nuevos obispos. Sus antiguos obispos (quizás Shapur y Peroz) estaban muertos, y su Iglesia ahora solo tenía un diácono sobreviviente. Acto seguido, el catolicós consagró a un metropolitano llamado Yohannan para la India y dos obispos sufragáneos, uno de los cuales, 'Mar Dua', fue designado para la isla de Socotora, y el otro, Tomás, para 'Masin', tradicionalmente identificado con el sur de China. Yohannan fijó su sede metropolitana en Cranganor. Estos hechos parecen haber tenido lugar alrededor de 880, quizás durante el patriarcado de Enós.
Ni India (Beth Hindaye) ni China (Beth Sinaye) figuran como provincias metropolitanas de la Iglesia del Oriente en la lista detallada de provincias metropolitanas y diócesis elaborada en 893 por Eliya de Damasco. La lista de Eliya contiene muy pocos errores, y es posible que ninguna provincia tuviera un metropolitano en este período. Esto es ciertamente probable en el caso de China, tras la expulsión de los cristianos de la capital, Chang'an, por parte del emperador Wuzong en 845, aunque quizás menos en el caso de la India.

## Período selyúcida
Según el Mukhtasar del siglo XI, una lista detallada en árabe de las provincias eclesiásticas y las diócesis de la Iglesia del Oriente, la provincia metropolitana de la India había sido suprimida «porque se ha vuelto imposible llegar a ella».
Una fuente importante para la organización eclesiástica de la Iglesia del Oriente en el siglo XII es una colección de cánones, atribuida al patriarca Eliya III (1176-1190), para la consagración de obispos, metropolitanos y patriarcas. Incluido en los cánones está lo que parece ser una lista contemporánea de veinticinco diócesis siríacas orientales, apareciendo en la posición 13: Hindaye y Qatraye (India y Arabia septentrional).

## Período mongol
A principios del siglo XIV, la Iglesia india volvió a depender de la Iglesia del Oriente. La fórmula de datación del colofón de un manuscrito copiado en junio de 1301 en la iglesia de Mar Quriaqos en Cranganor menciona al patriarca Yahballaha III (a quien curiosamente describe como Yahballaha V) y al metropolitano Yaʿqob de la India. Cranganor, descrita en este manuscrito como 'la ciudad real', era sin duda la sede metropolitana de la India en ese momento y la principal fortaleza de la Iglesia siríaca oriental en la India estaba a lo largo de la costa de Malabar, donde estaba cuando los portugueses llegaron a la India a principios del siglo XVI. También había comunidades siríacas orientales en la costa este, alrededor de Madrás y el santuario de Santo Tomás en Meliapor.
En la década de 1320, el biógrafo anónimo del patriarca Yahballaha III y su amigo Rabban Bar Sauma elogiaron el logro de la Iglesia del Oriente al convertir a "los indios, chinos y turcos".
India fue catalogada como una de las 'provincias del exterior' de la Iglesia del Oriente por el historiador ʿAmr en 1348.

## Nombramiento de obispos nestorianos para la India, 1490-1503
Entre 1490 y 1503 la Iglesia del Oriente respondió a la solicitud de una misión a Mesopotamia de los cristianos de Santo Tomás de que se les enviaran obispos. En 1490 (o más probablemente, como ha sugerido Heleen Murre-van den Berg, 1499), dos cristianos de Malabar llegaron a Gazarta para solicitar al patriarca nestoriano Shem ʿon IV que consagrara un obispo para su Iglesia. Dos monjes del monasterio de Mar Awgin fueron consagrados obispos y enviados a la India. Sem ʿon IV murió en 1497, para ser seguido por el corto reinado de Sem ʿon V, que murió en 1502. Su sucesor, Eliya V, consagró tres obispos más para la India en abril de 1503. Estos obispos enviaron un informe al patriarca desde la India en 1504, describiendo la condición de la Iglesia siríaca oriental en la India e informando la llegada reciente de los portugueses. Eliya ya había muerto cuando esta carta llegó a Mesopotamia, y fue recibida por su sucesor, Sem ʿon VI (1504-1538).

## Choques con los portugueses, 1503-1599
El portugués Vasco de Gama desembarcó en la costa de Malabar el 14 de mayo de 1498 y luego cada año llegaron flotas portuguesas que tomaron el control del litoral sur y oriental de la India, asegurándose del monopolio del comercio y la navegación en el océano Índico. 
En 1503 el patriarca Eliya V, en respuesta a la solicitud de una delegación de los cristianos siríacos orientales de Malabar, también consagró varios obispos 'para la India y las islas del mar entre Dabag, Sin y Masin'. Uno de los obispos consagrados en 1503, Yaʿqob, trabajó junto a la jerarquía eclesiástica portuguesa en la India hasta su muerte en 1553.
En el siglo XV, los portugueses llegaron a la India. Inicialmente, la relación entre los cristianos indios nativos y los portugueses fue amistosa. Los cristianos que habían perdido los derechos comerciales debido a la invasión árabe y el declive de la Iglesia en Oriente Medio, encontraron esperanza en los nuevos comerciantes que les quitaron el monopolio del comercio a los árabes musulmanes. Pero gradualmente, las diversidades rituales se ampliaron y la relación se deterioró poco después de la erección de la diócesis de Goa el 3 de noviembre de 1534. La Inquisición portuguesa en Goa y en Bombay-Bassein intentó poner a la comunidad cristiana bajo la autoridad del sistema portugués del Padroado de la Iglesia católica latina, promoviendo el uso del rito latino. 
La comunidad cristiana de la India mantuvo una relación eclesiástica nominal con la Santa Sede desde el inicio de la Iglesia católica caldea luego del cisma de 1552. La jurisdicción reconocida al nuevo patriarca de Mosul y Athur, Yohannan Sulaqa, por el papa Julio III en la bula Divina disponente clementia del 20 de abril de 1553, se extendía también a la India:

Postmodum vero ecclesia patriarchali de Muzal et insulae Tigris ac caeterarum civitatum et terratum orientalium eidem Patriarchae subjectarum, necnon monasteriorum ejusdem in Sui Massin et et Calicuth ac tota India existentium eidem etiam Patriarchae subditorum dum vivert praesidebat [...]

El patriarca Yohannan Sulaqa envió a su hermano José Sulaqa como metropolitano de la India en comunión con el papa. José Sulaqa arribó a la costa Malabar en 1558 cuando ya estaban allí los portugueses, que lo enviaron a Lisboa en 1568. El segundo patriarca caldeo (Abdisho IV Maron, 1562-1570) envió al obispo Abraham que llegó a Goa en 1563 con la aprobación del papa Pío IV y asumió en 1568. El 29 de agosto de 1567 fue trasladada la arquidiócesis caldea desde Cranganor a Angamaly como sede metropolitana por el papa Pío IV, siendo obispo Abraham. Fue el último arzobispo caldeo de Angamaly y metropolitano de toda la India. 
Un obispo rival enviado por el patriarca nestoriano Eliyya VII (1576-1591) fue excluido por los portugueses. Estos también miraron a Abraham con recelo y algunos escritores de esa nacionalidad declararon que murió hereje "de un grado sin igual", mientras que otros estudiosos dicen que murió en unión con Roma. Su muerte se produjo a principios de 1597.

## Transformación en arquidiócesis de Cranganor
José Sulaqa y Abraham, que eran metropolitanos enviados desde el patriarcado caldeo, habían recibido la confirmación del obispo de Roma. Pero la Iglesia no estaba sujeta a la arquidiócesis de Goa del Padroado portugués, elevada a provincia metropolitana el 4 de febrero de 1558. Por lo tanto, los portugueses comenzaron sus esfuerzos para aislar a la Iglesia de la India de la jurisdicción de la Iglesia del Oriente. La acción portuguesa se formalizó en el Sínodo de Diamper en junio de 1599, que suprimió efectivamente la histórica provincia metropolitana siríaca oriental de la India. La latinización fue promovida en particular por el arzobispo de Goa Aleixo de Meneses. El sínodo prohibió el uso y destruyó un cierto número de libros siríacos y realizó cambios en la liturgia considerada nestoriana.
A la muerte del obispo Abraham, el arzobispo de Goa Aleixo de Meneses había nombrado administrador de la arquidiócesis al jesuita Francisco Roz: había sido consejero de Abraham y superior del seminario de Vaipicota durante doce años. El propio Meneses insistió en que se nombrara a un latino para la sede de Angamaly. Así, en el consistorio del 20 de diciembre de 1599, la Santa Sede aceptó las peticiones de Meneses con la condición de que la arquidiócesis se redujera a diócesis; en el mismo consistorio Francisco Roz fue nombrado obispo de Angamaly. Recibió la consagración episcopal en Goa el 25 de enero de 1601.
El 20 de diciembre de 1599 el metropolitanato de Angamaly fue reducido, con un breve de Clemente VIII, a una simple diócesis sufragánea de Goa, y al año siguiente, el 4 de agosto de 1600, fue sometida, con el breve In supremo militantis del mismo papa, al Padroado real portugués. A cambio, el Gobierno de Lisboa debía garantizar al arzobispo de Angamaly una renta anual de 500 cruzados.
El 22 de diciembre de 1608 con la bula Romanus Pontifex del papa Paulo V, la diócesis fue elevada nuevamente al rango de arquidiócesis. El 22 de diciembre de 1610 el mismo papa ratificó el traslado del arzobispado de Angamaly, situado en el interior montañoso, a Cranganor, a orillas del océano Índico. En esta ocasión, la posesión portuguesa de Cranganor fue separada de la diócesis de Cochín y anexada a la de Angamaly. A partir de ese momento la arquidiócesis tomó el nombre de arquidiócesis de Cranganor o Angamaly.

## Misiones nestorianas y caldeas delsigloXVIIIa la India
Desde 1665, la mayoría de las comunidades de rito siríaco a lo largo de la costa de Malabar en la India han pertenecido a la Iglesia católica o a la Iglesia de Malankara. Sin embargo, se hicieron intentos esporádicos de vez en cuando para restaurar los vínculos tradicionales entre los cristianos de Santo Tomás y la Iglesia del Oriente. Ambas secciones de la Iglesia del Oriente: las Iglesias nestoriana y caldea intentaron intermitentemente recuperar su antigua influencia en la India. Entre los siglos XVII y XX, ambas Iglesias hicieron varios intentos, no siempre exitosos, de enviar obispos a los cristianos de Malabar. Entre los más significativos se encuentran los esfuerzos del patriarca Abdisho IV Maron y el metropolita Abraham. En ocasiones, la Santa Sede había apoyado las afirmaciones de los obispos católicos de la Iglesia caldea, particularmente durante el período de la ascendencia portuguesa en la India. El papa confirmó a Abraham como arzobispo metropolitano de Angamaly, en reconocimiento de la jurisdicción tradicional del patriarca caldeo. Esta posición de la Iglesia católica cambió dramáticamente después del Sínodo de Diamper de 1599. La Iglesia católica caldea, en el siglo XIX, envió a dos metropolitanos, Thoma Rokkos y Elias Mellus a la India para restaurar su antigua jurisdicción allí. Estos intentos fueron frustrados por el papa excomulgando a los obispos y amenazando con excomulgar al patriarca caldeo.

### La misión de Shemʿon de Ada, 1701-1720
El metropolitano caldeo Shemʿon de ʿAda, que había sido consagrado por el patriarca de Amida José I para los católicos de la llanura de Urmía, viajó de Roma a la India en 1700, con la aprobación de las autoridades vaticanas, para ministrar a los caldeos de Malabar. Según su propio relato, conservado en una carta a la Sagrada Congregación escrita en marzo/abril de 1701 desde Surat, viajó por España a Portugal, y se embarcó desde Lisboa a Goa y Surat. En Surat se encontró con el capuchino Francesco Maria, que había sido su confesor años antes en Amida, y recibió una carta firmada por 30 sacerdotes y 10 diáconos de los caldeos de Malabar, implorándole que acudiera a ellos y ofreciéndose a pagar sus gastos de viaje. El final de la carta se pierde, y en el párrafo final que sobrevivió mencionó que los capuchinos habían querido enviarlo al territorio francés de Pondicherry, pero finalmente los había persuadido para que enviaran al padre Francesco con él a Malabar. Shemʿon pasó a desempeñar un papel importante en la lucha entre la Santa Sede y las autoridades portuguesas por los privilegios eclesiásticos en la India. El 22 de mayo de 1701 consagró al superior del seminario caldeo de Verapoly, el carmelita Ange-François de Sainte-Thérèse, vicario apostólico de los caldeos de Malabar. Los obispos latinos se habían negado a consagrarlo, y es posible que fuera específicamente con este objetivo en mente que la Sagrada Congregación envió a Shemʿon a la India. Shemʿon parece haber permanecido en la India durante varios años y murió el 16 de agosto de 1720, pero finalmente los convenció de que enviaran al padre Francesco con él a Malabar. Shemʿon pasó a desempeñar un papel importante en la lucha entre la Santa Sede y las autoridades portuguesas por los privilegios eclesiásticos en la India, el Padroado.

### La misión de Gabriel de Ardishai, 1704-1739

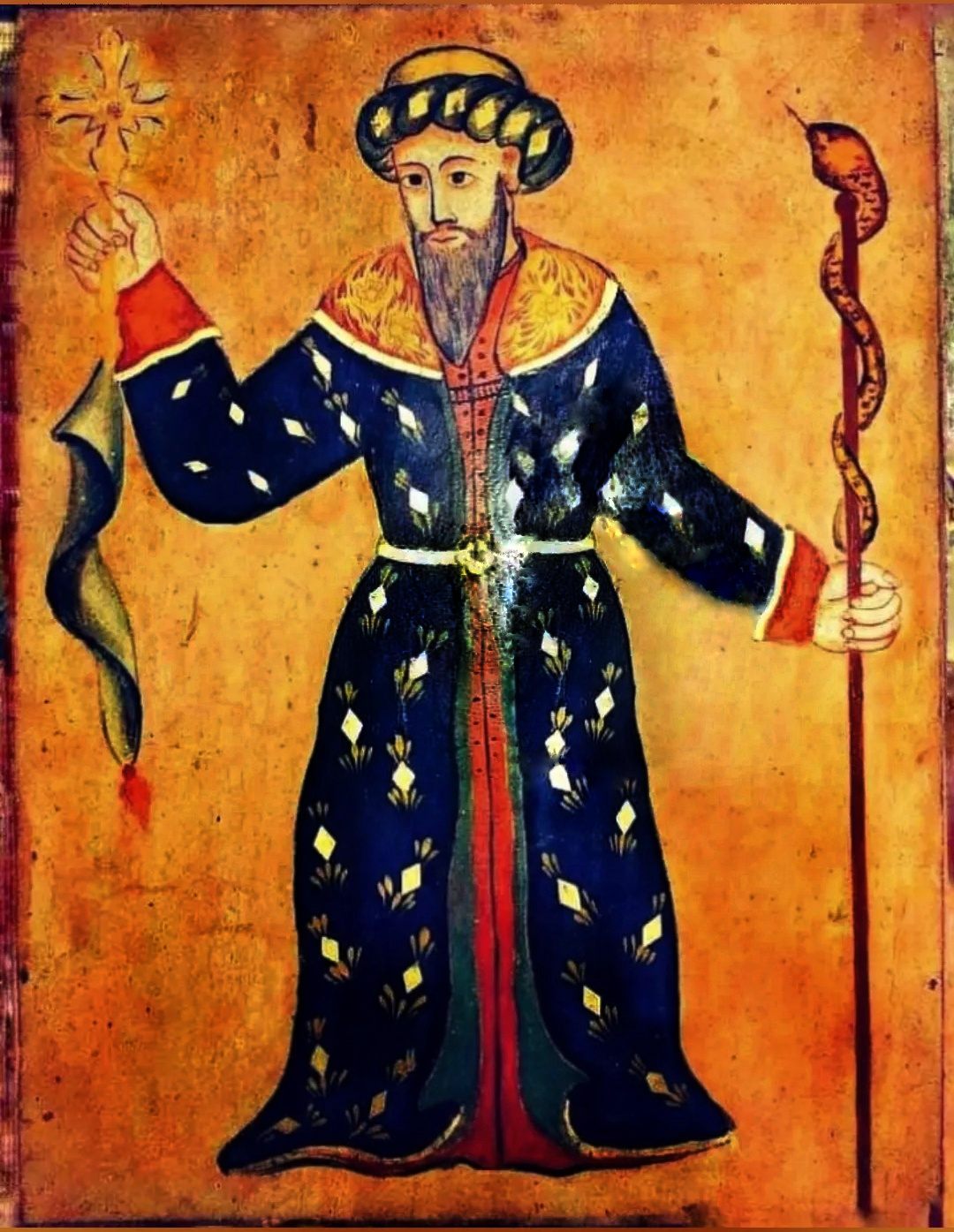
Gabriel de Ardishai

Los patriarcas de Mosul también intentaron reafirmar su control sobre los cristianos siríacos de la India a principios del siglo XVIII. El metropolitano Gabriel de la diócesis Urmía de Ardishai fue enviado a la India en 1704 por el patriarca nestoriano Eliya XI Marogin (1700-1722). Sin duda apreciando las dificultades que probablemente encontraría como nestoriano, Gabriel hizo una profesión de fe católica en presencia del patriarca caldeo José I en Amida antes de emprender su viaje. Cuando llegó a la India, se vio obligado a hacer una nueva profesión de fe y jurar un juramento solemne de lealtad a las autoridades eclesiásticas portuguesas. Ignorando estos compromisos, Gabriel procedió a ofrecer una viva oposición al metropolitano siríaco Tomás IV. Cuarenta y dos iglesias se le acercaron, dejando a los jacobitas con sólo veinticinco. Tomás pidió ayuda al patriarca siríaco en Antioquía, pero no obtuvo respuesta. Los siríacos solo recuperaron completamente su dominio sobre la Iglesia de Malabar después de la muerte de Gabriel en 1739.